# 小行星7793
小行星7793（英語：7793）是一颗围绕太阳公转的小行星。1995年12月27日，近地小行星追踪在茂宜岛发现了此天体。
这颗小行星的绝对星等为5.405459452580571等。